# Siona-Secoya
Els Siona-Secoya són un poble indigena que habita part de la foresta amazònica, en un territori que avui dia és part de l'Equador, Colòmbia i el Perú. La denominació conjunta dels dos grups ètnics Siona-Secoya es deu al fet que per un fenomen de migració; específicament del grup Secoya que es va desplaçar del riu Santa María cap a Cuyabeno; causat per la violència del colonialisme, la qual cosa va produir una agrupació reforçada pels enllaços d'ambdós grups.

## Idioma
Siona i Secoya són dues ètnies o grups identitàriament diferenciats que comparteixen diverses similituds i pertanyen a la mateixa família lingüística: la Tukano occidental. Es classifiquen per regions territorials: branca occidental, oriental i central. Les llengües Siona i Secoya pertanyen a la branca Occidental, concretament al grup de llengües de la part Nord.
La llengua siona, es parla a la província de Sucumbíos, a les regions del sud del riu Putumayo. Algunes fonts situen els parlants vora els 200 habitants, altres sobre els 700, i segons la Guia etnogràfica de Colombia hi ha uns 500 parlants en total. L'estatus de la llengua Siona a l'escala EGIDS (Expanded Graded Intergenerational Disruption Scale) és 7, moribunda o Shifting. Una de les causes pot ser l'expansió i generalització del espanyol. La transmissió intergeneracional està en procés de ruptura, però les noves generacions encara poden revitalitzar i restablir la transmissió de l'idioma en la llar. És ètnicament diferent però comparteix un 95% de similitud lèxica amb la llengua Secoya.
La llengua secoya en canvi, és encara parlada per relativament poques persones. Hi ha només 478 habitants en l'Equador i aproximadament 700 habitants al Perú. Es parla pel territori que acompanya els rius Santa Maria, Angusilla, Yaricaya i Cuyabeno.
L'estatus de la llengua Secoya es una mica millor en l'escala EGIDS, és 5 (en desenvolupament). La llengua està en un estat d'ús vigorós, es pot trobar literatura de forma estandarditzada i utilitzada per alguns, encara que això no és generalitzat ni sostenible. Tot i això, la llengua es considera que esta sota amenaça per raons d'abusos mediambientals, fronteres geopolítiques, etc.

## Història
La població siona i secoya original va ser delmada per malalties introduïdes per agents forans i per l'explotació del cautxú en la qual van ser involucrats directament.
Des del  segle XVI que existeix informació dels diversos grups culturals, alhora també hi ocorrien els primers avenços espanyols sobre el País de la Canela. Es parla de la tribu dels "encabellados", grup seminòmada situat entre els rius Putumayo i Napo. La denominació d'encabellados estava donada per trets específics dels seus cabells llargs i la forma com vestien; d'aquest grup tribal, en termes generals es deriven els actuals sionas i secoyas.
Assenyalen que els Encabellados eren presumiblement la mes extensa d'aquelles tribus evangelitzades des de principis del segle XVIII; aquesta s'estenia des de la Cordillera Real, fins a la confluència del Putumayo amb el Marañón. Aquest grup es va resistir eficaçment els intents de "reduir-los" i de 17 missions al segle XVII  només quedaven 2 al segle XVIII.
Els sionas, igual que cofans i secoyas, van ser objecte de la violència i explotació tant en l'època cautxera com en la petroliera. El seu procés de sedentarització ha tingut a veure també amb la evangelització.

## Geografia
El territori tradicional dels Tukano Occidentals s'estenia sobre una àrea d'aproximadament 82.000 quilometres quadrats de forest amazònic. En el que actualment és part de l'Equador, Colòmbia i Perú. Aquest territori arriba a l'est de les faldes andines i l'elevació varia dels 300 als 100 metres d'oest a est.

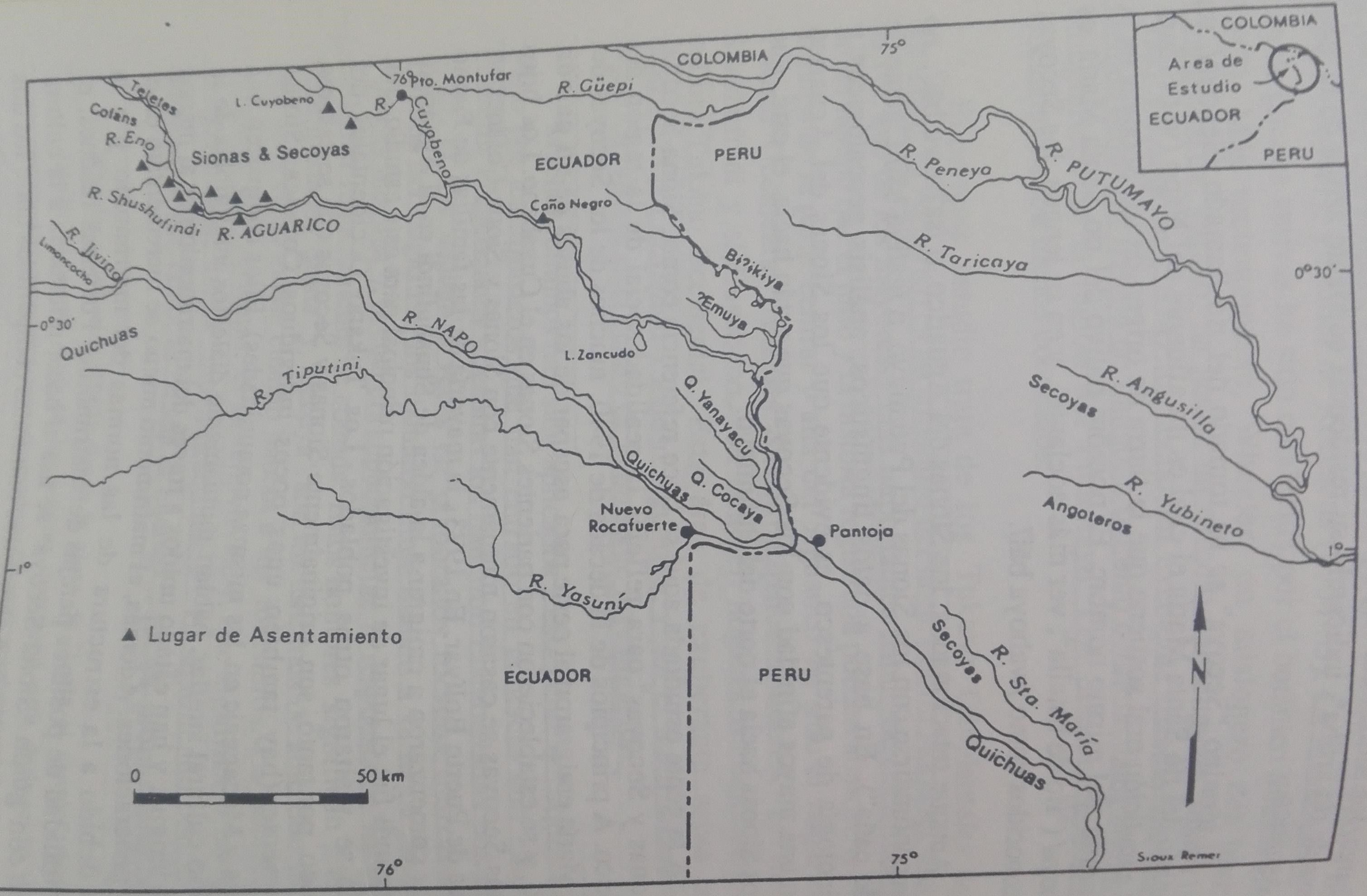

## Sistema econòmic tradicional
Els patrons d'adquisició d'aliment varien d'acord amb el clima, la naturalesa de la terra, les plantes, animals, i d'acord amb la tecnologia i coneixements disponibles. Dit això, segons Vickers les principals activitats econòmiques i de subsistència dels Siona-Secoya són l'horticultura itinerant de frega i crema que constitueix la seva principal activitat productiva, la caça, pesca i recol·lecció de fruits que cada dia es veu disminuïda pel limitat del territori legalitzat.
Les activitats de caça, pesca i recol·lecció dels Siona-Secoya estan adaptades a la disponibilitat real, i aquestes activitats adquisitives influeixen en el canvi de la distribució i el moviment de la gent en el seu entorn i en els patrons d'interacció social.

## Organització social i política
La influència de les missions religioses i la migració provocada per elles va canviar el patró d'assentament indígena.
Aquestes alteracions condueixen a la desestructuració de la família extensa i porten a la consolidació de la família nuclear. La complexa terminologia del parentiu restringeix els enllaços matrimonials a l'interior del grup, així que els individus busquen les seves parelles en llocs distants a la seva residència i, per tant, llunyans al seu territori ètnic. La seva organització social esta assentada en el parentiu i la societat dins d'un grup local resident. El fonament del seu parentiu és la línia patrilocal, patrilineal, que proveeix a cada individu un grup de referència de “germans” i “germanes”, i delinea les relacions potencials afins.
Els grups residents son flexibles, poden comprendre a diverses famílies. La màxima autoritat individual recau en la persona del “inti ba iki” o xaman cap.   
Les generacions recents dels Siona-Secoya que resideixen alguna regió de l'Equador han abandonat costums com la casa tradicional del seu grup ètnic, ja no existeix un treball comunitari estès a causa de la introducció de la tecnologia forana. Totes aquestes causes han portat a una individualització de les activitats de subsistència.
Un altre aspecte important a esmentar és la importància del “yagé” (explicat més concretament més endavant) a l'organització social. Aquest concepte s'uneix a moltes esferes del grup.

## Cosmologia, sistema de creences
El sistema de creences dels pobles Siona-Secoya té una percepció nativa de l'ordre natural i de les forces del univers que influeixen en el comportament social. La lògica de les seves creences correspon a un sistema basat al culte del yagé.
El Yagé no es una deidad que se adora, però es el medio a través del cual se adquiere conocimiento y poder. Provee la forma de percibir el universo, comunicarse con fuerzas sobrenaturals e influenciar los hecho mundanos.
"
És a dir, un complex de cerimònies i creences relacionades amb l'ús de barreges al·lucinògenes. Les creences derivades del “yagé” arriben a tots els aspectes del pensament Siona-Secoya
Per altra banda, l'univers dels Siona-Secoya te a veure amb un univers de diferents nivells, com a moltes altres grups ètnics. El poble Siona-Secoya creu en un univers format per un món subterrani (yiha wie wi: llar de la terra), d'un món on viuen els mortals (yiha: terra), i d'un món celestial de diversos nivells on viuen sers espirituals que poden ser persones i animals.

## Relacions interètniques
Els Siona-Secoyas enfronten pressions sobre el seu territori per part de les societats “civilitzades” i les seves empreses petrolieres, vestigis colonials, etc. Això els ha obligat a concentrar-se en altres llocs i a canviar les seves pràctiques tradicionals com la caça, pesca, agricultura i recol·lecció de fruits, pel treball assalariat en les mateixes empreses petrolieres o constructores de camins.
La cultura Siona-Secoya es caracteritza (o es caracteritzava) pel trasllat; sempre hi ha un gran flux d'anades i tornades, reubicacions del llocs de les cases, viatges de cacera distants i visites. Aquest estímul porta a relacions Inter ètniques amb altres grups ètnics o pobles de la mateixa condició ètnica; ja sigui per bruixeria, estat de guerra o la cerca de parella per un matrimoni.

## Situació actual
EL poble Siona-Secoya és molt similar a la de tots els indígenes de l'Amazònia, estan patint una invasió de la seva terra natal per colons i interessos agrícoles i Industrials. Aquestes han ocasionat conflictes territorials, pèrdua de recursos a les comunitats natives i han posat en perill la supervivència d'aquestes. 
 Els drets territorials dels indígenes estan basats en la possessió tradicional de la seva antiga terra natal. Aquests poden ser únicament validats i reconeguts pels governs, cosa que no ha sigut mai justa ni raonable. Ja que com esmenta Vickers, el grup Siona Secoya ha estat amenaçat múltiples vegades per grups colons, empreses amb interessos neoliberals, etc. Aquesta xarxa d'interessos ha afectat negativament en els drets indígenes sempre que ha aparegut un conflicte, ja que són la part oprimida per una “civilització” opressora.
Com a anècdota, podem esmentar que el territori Siona-Secoya es troba el Bloc 15 de l'Occidental Exploration and Production. Des de 1999, l'Organització Indígena Secoya (OISE) manté un acord amb aquesta empresa per utilitzar un codi de conducta que respecti els seus territoris.